# Oxytropis parryi
Oxytropis parryi är en ärtväxtart som beskrevs av Asa Gray. Oxytropis parryi ingår i släktet klovedlar, och familjen ärtväxter. Inga underarter finns listade i Catalogue of Life.